# آرون بيارناسون
آرون بيارناسون هو لاعب كرة قدم آيسلندي في مركز الهجوم، ولد في 14 أكتوبر 1995 في آيسلندا. لعب مع نادي أويبست.

## وصلات خارجية
- آرون بيارناسون على موقع اتحاد المجر (الهنغارية)
- آرون بيارناسون على موقع اتحاد السويد (السويدية)
- آرون بيارناسون على موقع قاعدة بيانات كرة القدم.إي يو (الإنجليزية)
- آرون بيارناسون على موقع Soccerway.com (الإنجليزية)